# Христов, Джёрджи
Джёрджи Христов (макед. Ѓорѓи Христов; 30 января 1976, Битола) — северомакедонский футболист, нападающий, тренер. Выступал за сборную Республики Македонии.

## Биография
Воспитанник клуба «Пелистер» из своего родного города. В юном возрасте перешёл в белградский «Партизан», за который на взрослом уровне провёл три сезона в чемпионате Югославии. В сезоне 1994/95 стал вице-чемпионом, а в сезонах 1995/96 и 1996/97 — чемпионом Югославии. Стал автором «дубля» в дерби с «Црвеной Звездой» (3:2).
В 1997 году перешёл в английский «Барнсли» за сумму в 1,5 миллиона фунтов. С этим клубом по итогам своего первого сезона выбыл из Премьер-лиги, затем ещё два сезона играл в чемпионшипе. В период игры в Англии пропустил много времени из-за травмы колена. В 2000 году перешёл в нидерландский НЕК из Неймегена, где также провёл три сезона. В сезоне 2000/01 стал лучшим снайпером своего клуба с 15 голами и вошёл в топ-10 снайперов чемпионата Нидерландов, однако в следующих сезонах из-за продолжавшихся травм снизил результативность. В 2003 году перешёл в другой клуб той же страны — «Зволле», где отыграл один сезон, а его клуб занял место в зоне вылета.
С 2005 года регулярно менял клубы, представлявшие разные страны — выступал за аутсайдера чемпионата Шотландии «Данфермлин Атлетик», сыграл 2 матча за «Дебрецен», ставший в сезоне 2005/06 чемпионом Венгрии, играл за аутсайдеров национальных чемпионатов израильский «Хапоэль» (Назарет-Иллит) и киприотский «Ники Волос» и аутсайдера второго дивизиона Греции «Ники Волос». Сезон 2007/08 провёл во втором дивизионе Нидерландов за «Ден Босх», команда заняла третье место, но не смогла отобраться в «элиту». В сезоне 2008/09 сыграл 6 матчей за «Баку», ставший в итоге чемпионом Азербайджана, однако покинул команду до окончания чемпионата. Последним клубом игрока стал в 2009 году финский «Йювяскюля».
Выступал за национальную сборную Республики Македонии. Дебютный матч провёл 10 мая 1995 года в отборочном турнире чемпионата Европы против Армении и в нём же забил свой первый гол. Всего в 1995—2005 годах сыграл 48 матчей и забил 15 голов за сборную. В двух матчах был капитаном команды. К концу своей карьеры был лидером по числу голов за сборную за всю историю, а по состоянию на август 2020 года занимает второе место, уступая только Горану Пандеву.
В октябре 2011 года был назначен главным тренером клуба «Металлург» (Скопье), с которым стал серебряным призёром чемпионата Республики Македонии сезона 2011/12. В ноябре 2012 года был отправлен в отставку после поражения 1:5 от «Шкендии» в Кубке Республики Македонии.

### Международная карьера
| Сборная              | Год   | Матчи | Голы |
| -------------------- | ----- | ----- | ---- |
| Республика Македония | 1995  | 5     | 1    |
| Республика Македония | 1996  | 6     | 1    |
| Республика Македония | 1997  | 6     | 2    |
| Республика Македония | 1998  | 7     | 4    |
| Республика Македония | 1999  | 5     | 1    |
| Республика Македония | 2000  | 8     | 3    |
| Республика Македония | 2001  | 3     | 1    |
| Республика Македония | 2002  | 4     | 2    |
| Республика Македония | 2003  | 3     | 1    |
| Республика Македония | 2004  | 0     | 0    |
| Республика Македония | 2005  | 1     | 0    |
| Total                | Total | 48    | 16   |